# Michael Ring
 (octobre 2017).
Si vous disposez d'ouvrages ou d'articles de référence ou si vous connaissez des sites web de qualité traitant du thème abordé ici, merci de compléter l'article en donnant les références utiles à sa vérifiabilité et en les liant à la section « Notes et références ».
Michael John Ring , né le 24 décembre 1953 à Westport, est un homme politique irlandais, membre du Fine Gael. Il est député de 1997 à 2024 et ministre du Développement rural et communautaire de 2017 à 2020.